# Arcidiocesi di Brema
L'arcidiocesi di Brema (in latino Arcidioecesis Bremensis) è una sede soppressa della Chiesa cattolica in Germania e un antico principato ecclesiastico del Sacro Romano Impero.

## Territorio
L'arcidiocesi si trovava nella parte settentrionale della Germania. Confinava a nord con la diocesi di Schleswig; ad est con le diocesi di Lubecca, di Ratzeburg e di Verden; a sud con la diocesi di Minden; e ad ovest con le diocesi di Osnabrück e di Münster.
Sede arcivescovile era la città di Brema, dove si trova la cattedrale di San Pietro.

## Storia
La diocesi trae la sua origine dalla missione che Carlo Magno affidò nel 780 al missionario anglosassone Willehad. Il territorio, abitato dai Sassoni, si estendeva su entrambe le rive del basso corso del fiume Weser ed arrivava a nord sino all'Elba e a ovest sino all'Hunte. Dopo due anni Willehad dovette fuggire a causa della rivolta dei Sassoni. Il 15 febbraio 787 fu consacrato vescovo a Worms e scelse Brema come sede della sua diocesi. Tuttavia l'istituzione della residenza vescovile a Brema fu possibile solo all'inizio del IX secolo all'epoca del vescovo san Willerich, quando i Sassoni furono definitivamente soggiogati. A Willerich seguì il vescovo Leuderich, che morì nell'845. La diocesi faceva parte della provincia ecclesiastica di Colonia.
Nell'845 la città di Amburgo, sulle rive dell'Elba, sede del vescovo sant'Ansgario, fu saccheggiata dai vichinghi e il vescovo fuggì a Brema. Dopo la morte di Leuderich, l'imperatore Ludovico II il Germanico designò Ansgario come suo successore sulla sede di Brema. Nell'847, nel sinodo di Magonza, fu decretata l'unione delle sedi di Amburgo e di Brema, che ereditò dalla sede amburghese il titolo arcivescovile. Papa Niccolò I confermò l'unione nell'864.
Queste decisioni sollevarono l'opposizione del metropolita Ilduino di Colonia, che perdeva un suo vescovo suffraganeo. Il conflitto tra Brema-Amburgo e Colonia continuò per tutto il secolo, finché all'inizio del X secolo, papa Sergio III (904-911) intervenne decidendo che l'unione sarebbe rimasta fino al momento in cui Amburgo avrebbe avuto una sua provincia ecclesiastica; allora Brema sarebbe stata separata da Amburgo e sarebbe ritornata ad essere suffraganea di Colonia. In realtà queste decisioni del papa non furono mai attuate e le due sedi rimasero unite fino al XVI secolo.
Il doppio nome dell'arcidiocesi, Brema-Amburgo oppure Amburgo-Brema, è documentato fino agli inizi del XIII secolo; a partire dal 1223 scomparve la menzione di Amburgo nella titolatura degli arcivescovi, che da questo momento sono designati unicamente come "arcivescovi di Brema".
L'arcidiocesi di Brema-Amburgo divenne il punto nevralgico per le missioni verso i Paesi del nord Europa. San Remberto, successore di Ansgario, continuò la sua opera di evangelizzazione compiendo diversi viaggi missionari in Danimarca e in Svezia, come pure l'arcivescovo Unni (917-936). Sant'Adaldago (936-988) fondò le diocesi di Schleswig, Ribe e Århus in Danimarca e quella di Oldenburg nell'Holstein. Con Adalberto (1043-1072) le missioni nordiche raggiunsero il loro apogeo; altre diocesi furono erette e all'arcivescovo spettò il compito di consacrare i vescovi per le isole Orcadi e per l'Islanda.
In seguito all'organizzazione delle diocesi dei paesi nordici e alla nascita delle province ecclesiastiche di Lund (1104), Nidaros (1153) e Uppsala (1164), il numero delle suffraganee di Brema-Amburgo si ridusse di molto. Il 25 settembre 1188, con il breve Ex iniuncto nobis di papa Clemente III, furono assegnate alla sede di Brema quattro diocesi suffraganee: Lubecca, Ratzeburg, Schwerin e Uexküll. Quest'ultima diocesi fu chiamata Riga dal 1202 e divenne arcidiocesi dal 20 gennaio 1255.
Con la dissoluzione del Ducato di Sassonia, Federico Barbarossa nel 1180 eresse la sede di Brema a principato ecclesiastico. Incominciò così la serie dei Principi arcivescovi di Brema. Al contempo tuttavia la città si rese autonoma e, raggiunto il rango di libero comune, si staccò dal potere dell’arcivescovo che si trasferì nel sobborgo di Bremervörde.
Il trasferimento della sede arcivescovile da Amburgo a Brema non pose fine al capitolo dei canonici della cattedrale amburghese, che sopravvisse fino al 1802, diventando, almeno fino al XVI secolo, uno dei principali fulcri del cattolicesimo nella città. Gli arcivescovi di Brema-Amburgo erano eletti dai capitoli delle cattedrali di Brema e di Amburgo in sessione congiunta. Non di rado i due capitoli si scontrarono apertamente con la nomina di due arcivescovi rivali.
Sono noti diversi sinodi provinciali celebrati a Brema, in particolare quelli del 1230, 1266, 1278, 1292, 1407 e 1420.
Il XIII secolo fu il secolo di maggior splendore per l'arcidiocesi. È in questo periodo che furono fondati i più importanti monasteri dei cistercensi, dei francescani e dei domenicani. Il lungo episcopato di Gebhard von Lippe (1219-1258) contribuì alla prosperità e alla sicurezza della regione; è durante il suo episcopato che il principato arcivescovile di Brema raggiunse la sua massima espansione con l'annessione della contea di Stade. Nel marzo del 1230 l'arcivescovo
convocò un sinodo a Brema, in cui gli Stedinger, una popolazione del Basso Weser (Unterweser), furono accusati di ribellione alla Chiesa, di aver incendiato conventi e chiese, di fare un uso improprio delle ostie, così come di praticare le arti divinatorie e di evocare gli spiriti. Gli Stedinger protestavano contro il pagamento dei tributi al vescovo, nonostante fossero stati esentati dal pagamento di imposte per la bonifica delle terre del Wesermarsch. Gerardo II cercò il sostegno di papa Gregorio IX, che nel 1233 dichiarò che ad ogni partecipante alla campagna militare contro gli Stedinger sarebbero stati rimessi i peccati, come era stato per le crociate in Terrasanta. I vescovi della Germania settentrionale e i domenicani furono esortati a predicare la crociata. La guerra fu caratterizzata da brutali devastazioni e molti Stedinger furono arsi sul rogo.
Alla morte di Gebhard von Lippe (1258) i due capitoli di Brema e di Amburgo si divisero nell'elezione del successore. Le stesse difficoltà si produssero alla morte dell'arcivescovo Giselbert von Brunkhorst (1306), quando i capitoli elessero Heinrich von Goltern e Florenz von Bronchorst. Un altro scisma sorse alla morte di Otto von Oldenburg (1348), quando il coadiutore, Maurizio, si oppose all'elezione di Godfried von Arnsberg fatta dal capitolo. Tutte queste difficoltà portarono la Santa Sede a intervenire direttamente nella nomina degli arcivescovi, e in alcuni casi ad imporre un proprio candidato, come nei casi di Jens Grand nel 1310 o di Otto von Braunschweig-Lüneburg nel 1395.
Nel corso del XV secolo la sede di Brema fu occupata da arcivescovi che fecero degli aspetti religiosi i principali campi di attività del loro episcopato, come per esempio Johann von Schlamstorf (1406-1421), Baldwin von Wenden (1434-1441) e Johann Rode von Wale (1497-1511); ma anche da arcivescovi che invece si preoccuparono di più degli aspetti politici ed economici del loro operato: Nikolaus von Oldenburg-Delmenhorst (1422-1434) fu costretto a dimettersi per lo sperpero eccessivo dei beni dell'arcidiocesi; Heinrich von Schwarzburg (1463-1496) scese in guerra in due occasioni e lasciò l'arcidiocesi in una situazione economica drammatica.
Nella prima metà del XVI secolo la sede di Brema fu occupata da Christoph von Brunswick-Lüneburg (1511-1558), che non riuscì a fermare l'avanzata del luteranesimo nell'arcidiocesi. Espulse il parroco luterano di San Remberto di Brema, convocò un sinodo provinciale a Buxtehude e minacciò di occupare militarmente la città di Brema, che tuttavia passò ufficialmente al luteranesimo nel 1533. Altre porzioni dell'arcidiocesi passarono alla nuova religione e un po' ovunque il culto cattolico fu vietato: nel 1529 un decreto del senato di Amburgo sancì la fine del cattolicesimo nella città.
Christoph von Brunswick-Lüneburg fu l'ultimo arcivescovo cattolico di Brema. Il suo successore, il fratello Georg, dichiarò di essere cattolico solo per ottenere la conferma papale, ma in realtà era passato da tempo al luteranesimo..
Per un breve periodo, durante la guerra dei Trent'anni, la Santa Sede nominò, nel 1635, Leopoldo Guglielmo d'Austria amministratore in spiritualibus, e nel 1645, Franz Wilhelm von Wartenberg vicarius apostolicus di Brema. A partire dal 1667 la città di Brema fu sede del vicariato apostolico delle missioni settentrionali per i cattolici dell'Europa del Nord.

## Cronotassi

### Vescovi di Brema
- San Willehad † (14 luglio 788 - 9 novembre 789 deceduto)
- San Willerich † (789 - 4 maggio 837 deceduto)
- Leuderich † (837 - 24 agosto 845 deceduto)

### Arcivescovi di Brema-Amburgo
- Sant'Ansgario, O.S.B. † (845 - 3 febbraio 865 deceduto)
- San Remberto † (865 - 11 giugno 888 deceduto)
- Sant'Adalgar † (888 - 9 maggio 909 deceduto)
- Hoger † (909 - 20 dicembre 915 deceduto)
- Reginwart † (915 ? - 1º ottobre 917 deceduto)
- Unni † (917 - 17 settembre 936 deceduto)
- Sant'Adaldago, O.S.B. † (936 - 28 aprile 988 deceduto)
- Libentius I † (988 - 14 febbraio 1013 deceduto)
- Unwan † (1013 - 28 gennaio 1029 deceduto)
- Libentius II † (1029 - 25 agosto 1032 deceduto)
- Hermann † (28 settembre 1032 - 19 settembre 1035 deceduto)
- Adalbrand † (21 dicembre 1035 - 15 aprile 1043 deceduto)
- Adalberto di Brema † (15 luglio 1043 - 16 marzo 1072 deceduto)
- Liemaro † (1072 - 16 maggio 1101 deceduto)
- Humbert † (1101 - 10 novembre 1104 deceduto)
- Friedrich † (1104 - gennaio 1123 deceduto)
- Adalbero † (1123 - 25 agosto 1148 deceduto)
- Arduico I di Stade † (1148 - 11 ottobre 1168 deceduto)
- Balduin † (1169 - 1178 deceduto)
  - Bertram (giugno 1178) (vescovo eletto)[10]
- Sigfrido † (settembre 1179 - 24 ottobre 1184 deceduto)
- Arduico II di Utlede † (1184 - 3 novembre 1207 deceduto)
  - Valdemaro (1192-1194) (vescovo eletto)[11]
- Burkhard von Stumpenhausen † (1207 - 1210 dimesso)
- Gerhard von Oldenburg-Wildeshausen † (30 ottobre 1210 - 13 agosto 1219 deceduto)

### Arcivescovi di Brema
- Gebhard von Lippe † (1219 - 27 luglio 1258 deceduto)
- Hildebold von Wunstorf † (17 aprile 1259 - 11 ottobre 1273 deceduto)
- Giselbert von Brunkhorst † (27 febbraio 1274 - 17 novembre 1306 deceduto)
  - Heinrich von Goltern † (1306 - 9 aprile 1307 deceduto) (vescovo eletto)
  - Florenz von Bronchorst † (1307) (vescovo eletto)
  - Bernhard von Wölpe † (1307 - 17 settembre 1307 deceduto) (vescovo eletto)
  - Sede vacante (1307-1310)
- Jens Grand † (11 febbraio 1310 - 30 maggio 1327 deceduto)
- Burchard Grelle † (25 settembre 1327 - 12 agosto 1344 deceduto)
- Otto von Oldenburg † (14 febbraio 1345 - 14 marzo 1348 deceduto)
- Godfried von Arnsberg † (13 giugno 1348 - 1360 dimesso)
- Alberto di Brunswick-Wolfenbüttel † (17 luglio 1360 - 14 aprile 1395 deceduto)
- Otto von Braunschweig-Lüneburg † (2 ottobre 1395 - 30 giugno 1406 deceduto)
- Johann von Schlamstorf † (25 settembre 1406 - 20 dicembre 1421 deceduto)
- Nikolaus von Oldenburg-Delmenhorst † (14 marzo 1422 - 1434 dimesso)
- Baldwin von Wenden, O.S.B. † (22 dicembre 1434 - 8 luglio 1441 deceduto)
- Gerhard von der Hoye † (1º aprile 1442 - 14 aprile 1463 deceduto)
  - Heinrich von Schwarzburg † (20 novembre 1463 - 24 dicembre 1496 deceduto) (amministratore apostolico)
- Johann Rode von Wale † (28 aprile 1497 - 4 dicembre 1511 deceduto)
- Christoph von Braunschweig-Lüneburg † (4 dicembre 1511 succeduto - 22 gennaio 1558 deceduto)[12]
  - Sede vacante (1558-1561)
- Georg von Brunswick-Lüneburg † (14 febbraio 1561 - 4 dicembre 1566 deceduto)